# Cybulki (województwo warmińsko-mazurskie)
Cybulki (niem. Czybulken) – wieś w Polsce, położona w województwie warmińsko-mazurskim, w powiecie giżyckim, w gminie Wydminy.
| SIMC    | Nazwa          | Rodzaj    |
| ------- | -------------- | --------- |
| 0772211 | Wólka Cybulska | część wsi |

W latach 1975–1998 miejscowość administracyjnie należała do województwa suwalskiego.
W 1938 r. zmieniono - w ramach akcji germanizacyjnej - urzędową nazwę wsi na Richtenfeld.
W Cybulkach zamieszkał pisarz i publicysta, były przewodniczący Komitetu Obrony Demokracji Krzysztof Łoziński.